# Clare Waight Keller
Clare Waight Keller (Birmingham, 19 de agosto de 1970) é uma estilista britânica e ex-diretora artistica da Givenchy.

## Biografia
Nasceu em Birmingham, Inglaterra, em 19 de agosto de 1970. Estudou no Ravensbourne College of Art, onde se formou em Moda, seguido por um mestrado no Royal College of Art. Iniciou carreira na Calvin Klein em Nova York  e depois na Ralph Lauren.
Em 2000, ela foi contratada por Tom Ford para se juntar à Gucci,  até sua partida em 2004. No ano seguinte, ela se tornou diretora artística de Pringle of Scotland.  Em 2007, ela recebeu o prêmio Designer do Ano da Scottish Fashion Awards na categoria cashmere. Ela renunciou sua posição em Pringle of Scotland em 2011.  No mesmo ano, ela se mudou para Paris, onde se tornou diretora artística da Chloé. Em 2017, Keller foi nomeadao diretora artística de alta-costura na Givenchy, sendo a primeira mulher a ocupar o cargo na empresa. 
Ela desenhou o vestido de casamento para o matrimônio de Meghan Markle com o Príncipe Henrique, Duque de Sussex que ocorreu em 19 de maio de 2018.